# Кикнадзе, Михаил Геронтьевич
Михаил Геронтьевич Кикнадзе (1905—1973) — советский военачальник, генерал-майор Советской Армии.

## Биография

Могила Кикнадзе на Введенском кладбище Москвы.

Михаил Геронтьевич Кикнадзе родился 30 мая 1905 года в селе Хорагоули Шорапанского уезда Кутаисской губернии (ныне Харагаульского муниципалитета Имеретинского края Грузии).
В РККА с сентября 1924 года. Член ВКП(б) с 1938 года.
В сентябре 1924 года добровольно поступил курсантом в Грузинскую (Тифлисскую) военную сводную школу, с сентября 1927 года учился на артиллерийском отделении Закавказской пехотной школы. В октябре 1929 года окончил ее и был назначен во 2-й Грузинский артиллерийский полк 2-й Грузинской стрелковой дивизии имени М.В. Фрунзе Кавказской Краснознаменной армии, где проходил службу командиром артиллерийского взвода и взвода полковой школы. С июня по сентябрь 1932 года проходил подготовку на Севастопольских курсах усовершенствования командного состава зенитной артиллерии. С ноября того же года командовал батареей, а с декабря 1935 года - зенитно-артиллерийским дивизионом в 14-м отдельном местном стрелковом батальоне Кавказской Краснознаменной армии (с мая 1935 года - Закавказского военного округа). С 4 января по 1 июня 1937 года вновь прошел подготовку на КУКС зенитной артиллерии в г. Евпатория.
С декабря 1938 года капитан М.Г. Кикнадзе - и.д. заместителя командира по строевой части, а с марта 1939 года - командира 193-го зенитного артиллерийского полка в Москве. 
С начала Великой Отечественной войны в той же должности. Полк входил в состав Московского корпусного района ПВО, затем Московского фронта ПВО и участвовал в отражении налетов вражеской авиации на столицу. За период его командования полк сбил 28 самолётов противника на подступах к Москве. За успешное выполнение заданий командования, организованность и дисциплину личного состава 7 ноября 1942 года 193-й зенитный артиллерийский полк был преобразован в 72-й гвардейский зенитный артиллерийский. В июне 1943 года на основании приказа НКО от 21 мая и постановления ГКО от 20 июня на базе полка была сформирована 1-я гвардейская зенитная артиллерийская дивизия ПВО Особой Московской армии ПВО, а полковник М.Г. Кикнадзе утвержден её командиром, и до самого конца войны руководил обороной западного сектора Московской зоны ПВО. 18 ноября 1944 года ему было присвоено звание генерал-майора артиллерии.
В 1945 году дивизия участвовала в Первомайском параде на Красной площади, за что получила благодарность от Военного совета фронта ПВО.
24 июня 1945 года был командиром сводного расчета 1-й гвардейской зенитной артиллерийской дивизии ПВО на историческом параде Победы.
За весь период командования генерал-майор артиллерии М.Г. Кикнадзе отмечался как высокоподготовленный, энергичный, требовательный к себе и подчиненным командир.
После окончания войны продолжал командовать этой дивизией вплоть до января 1951 года. В 1947 году окончил Высшие академические артиллерийские курсы при Артиллерийской академии имени Ф.Э. Дзержинского. В январе 1951 года генерал-майор артиллерии М.Г. Кикнадзе назначен заместителем командующего зенитной артиллерией Московского района ПВО, а с августа 1954 года — командующего зенитной артиллерией Северо-Кавказской армии ПВО.
Приказом МО СССР от 10.03.1959 года уволен в запас. Проживал в Москве.
Скончался 4 марта 1973 года (в справочнике «Комдивы» указан 1974 год), похоронен на Введенском кладбище (29 уч.).
Был награждён орденом Ленина, тремя орденами Красного Знамени, орденами Отечественной войны 2-й степени и Красной Звезды, рядом медалей.
Являлся военным консультантом фильма «Крепкий орешек» 1967 года.

## Воинские звания
- старший лейтенант (1936)
- капитан (17.04.1938)
- майор (28.03.1939)
- подполковник (7.10.1941)
- полковник (28.04.1942)
- генерал-майор артиллерии (18.11.1944)